# 谷昌宏
谷 昌宏（たに まさひろ、1975年 - ）は、日本の男性ゲームクリエイター。長野県出身。

## 略歴
- サクセス、トーセ、セガなどでゲームデザイナー、ディレクター、プロデューサーとして従事。
- 2018年からサイバードに所属。
- たびたび後進の育成にも関わっており、立命館大学[1]やゲーム業界勉強会[2]で講師・講演を行っている。

## 作品
- ウィザードリィ ～DIMGUIL～（2000年4月20日、PlayStation）
- イースIII ワンダラーズフロムイース（2005年3月24日、PlayStation 2）
- イースV ロストケフィン キングダムオブサンド（2006年3月30日、PlayStation 2）
- 偽りの輪舞曲（2007年8月9日、Nintendo DS）
- サンシャイン牧場（2009年～2016年8月26日、mixi/GREE）
- クエプラ（2012年12月～、iPhone/Android）
- デーモントライヴ（2013年2月28日～、iPhone/Android）